# Teresa de Saxònia-Hildburghausen
Teresa de Saxònia-Hildburghausen, reina de Baviera (Hildburghausen 1792 - Múnic 1854). Princesa de Saxònia-Hildburghausen amb el tractament d'altesa que contragué matrimoni amb el rei Lluís I de Baviera.
Nascuda a la localitat de Hildburghausen, capital del ducat de Saxònia-Hildburghausen, el dia 8 de juliol de 1792, essent filla del duc Frederic I de Saxònia-Altenburg i de la duquessa Carlota de Mecklenburg-Strelitz. Teresa era neta per via paterna del duc Ernest Frederic III de Saxònia-Hildburghausen i de la princesa Ernestina de Saxònia-Gotha; mentre que per via materna era neta del gran duc Carles II de Mecklenburg-Strelitz i de la landgravina Frederica de Hessen-Darmstadt.
El dia 12 d'octubre de 1810 contragué matrimoni a Múnic amb el rei Lluís I de Baviera, fill del rei Maximilià I Josep de Baviera i de la landgravina Augusta de Hessen-Darmstadt. La parella tingué els següents fills:
- SM el rei Maximilià II de Baviera, nascut a Múnic 1811 i mort el 1864. Es casà amb la princesa Maria de Prússia el 1842 a Múnic.
- SAR la princesa Matilde de Baviera, nada a Augsburg el 1813 i morta a Darmstadt el 1862. Es casà amb el gran duc Lluís III de Hessen-Darmstadt el 1833 a Múnic.
- SM el rei Otó I de Grècia, nat a Salzburg el 1815 i mort a Bamberg el 1867. Es casà amb la duquessa Amàlia d'Oldenburg el 1836 a Oldenburg.
- SAR la princesa Teodora de Baviera, nada a Würzburg el 1816 i morta a Würzburg el 1817.
- SAR el príncep Leopold de Baviera, nat a Würzburg el 1821 i mort a Múnic el 1912. Es casà a Florència el 1844 amb l'arxiduquessa Augusta d'Àustria-Toscana.
- SAR la princesa Adelgunes de Baviera, nada a Würzburg el 1823 i morta a Múnic el 1914. Es casà a Múnic el 1842 amb el duc Francesc V de Mòdena.
- SAR la princesa Hildegard de Baviera, nada a Würzburg el 1825 i morta a Viena el 1864. Es casà a Múnic amb l'arxiduc Albert d'Àustria.
- SAR la princesa Alexandra de Baviera, nada a Aschaffenburg el 1826 i morta a Múnic el 1876.
- SAR el príncep Adalbert de Baviera, nat a Múnic el 1828 i mort a Nymphenburg el 1875. Es casà a Madrid el 1856 amb la infanta Amàlia d'Espanya.

Amb motiu de les noces de la princesa Teresa de Saxònia-Hildburghausen s'inicià a Múnic la tradicional festa de la cervesa, popularment anomenada Oktoberfest. La princesa morí a Múnic el dia 10 de març de 1864 a l'edat de 72 anys.